# Nazlat Bani Chilf
Nazlat Bani Chilf – miejscowość w Egipcie, w muhafazie Al-Minja, w dystrykcie Maghagha. W 2006 roku liczyła 4037 mieszkańców.